# Французский Ренессанс
Французский Ренессанс (фр. Renaissance française) — термин, используемый историками, культурологами и историками искусства для описания достижений в культуре и искусстве Франции с конца XV до начала XVII века. Французский Ренессанс связан с общеевропейским понятием «Возрождение», но в отношении истории французской культуры и в целях размежевания с более общим определением «Северное Возрождение», чаще используют французскую форму термина. В 1855 году французский историк Жюль Мишле дал «кальку» итальянского слова «возрождение» (фр. Renaissance) в заглавии седьмого тома «Истории Франции».
Начало французского Ренессанса относится к середине XV века либо к периоду французского вторжения в Италию в 1494 году во время правления Карла VIII, а концом этого периода считают смерть короля Генриха IV, основателя династии Бурбонов, в 1610 году. Следующие периоды правления королей Людовика XIII (1610—1643) и Людовика XIV (1643—1715), связаны с иной эпохой: укреплением абсолютизма и формированием «стиля Людовика XIV», или «Большого стиля» (своеобразного соединения классицизма и барокко (фр. Grand Manière, Le style Louis Quatorze).
Основная особенность французского Ренессанса, в отличие от итальянского Возрождения, заключается в придворном, аристократическом характере культуры. Если в итальянских городах-республиках, боровшихся за политическую и экономическую независимость, новая культура была связана с идеалами свободы творческой личности, то во Франции исторические условия были таковы, что сама возможность развития национальной культуры зависела от сплочённости учёных, художников писателей и поэтов вокруг королевского трона. Вторая особенность заключается в том, что французский Ренессанс развивался позднее и во многом питался достижениями итальянской культуры, в том числе посредством итальянских мастеров, работавших непосредственно во Франции, прежде всего в Фонтенбло.
Правление Франциска I (1515—1547) и его сына Генриха II (1547—1559) считается вершиной французского Ренессанса. После гибели Генриха II в рыцарском турнире, страной правила его вдова Екатерина Медичи и её сыновья Франциск II, Карл IX и Генрих III, и, хотя ренессанс продолжал развиваться, Франция страдала от религиозных войн между гугенотами и католиками.
Для Франции в эпоху Ренессанса были характерны начало абсолютизма, распространение гуманизма, исследование «нового мира», заимствование из Италии и развитие собственных новых методов в области архитектуры, живописи, скульптуры, музыки, наук, народной литературы, а также разработка новых правил этикета и ораторского искусства.

## Зарождение Ренессанса во Франции
Культура французского Ренессанса зарождалась и развивалась в период завершения объединения королевства, развития торговли, превращения Парижа в политический и культурный центр страны. Начиная с XVI века французский королевский двор становится одним из самых блестящих дворов в Западной Европе. Короля Франциска I из-за его поэтического таланта и способности ценить умение владеть пером у других людей называли «отцом изящной словесности». Под влиянием итальянских походов король Франции, его сестра Маргарита Наваррская и окружавшие их люди стали уделять много внимания античному наследию — произведениям античных авторов, античной скульптуре, классическому латинскому языку.
С конца XV столетия во Францию приезжают многие известные итальянские поэты, писатели, художники, филологи. Среди них были поэт Фаусто Андреллини, учёный грек Иоанн Ласкарис, филолог Юлий Цезарь Скалигер, историографы де Сейссель и Павел Эмилий. Под итальянским влиянием Франциск I решил построить и украсить множество своих замков. Он окружил себя приглашёнными из Апеннинского полуострова художниками. Гениального итальянского художника и учёного XV—XVI веков Леонардо да Винчи, прибывшего во Францию после битвы при Мариньяно и скончавшегося в замке Амбуаз, сменили итальянские художники Андреа дель Сарто, Франческо Приматиччо, Россо Фьорентино, несколько позднее Бенвенуто Челлини и многие другие.

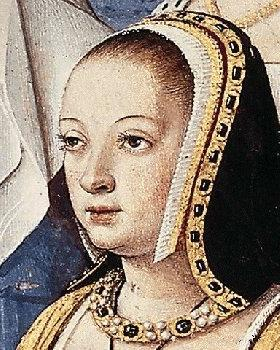
Анна Бретонская.

Юноши из знатных и богатых семей стремились в Италию, чтобы познакомиться с богатствами итальянской культуры.
Возрождение античной культуры пользовалось большим вниманием и поддержкой со стороны королевского дома и богатой знати. Покровительство новому поколению образованнейших людей оказывали королева Анна Бретонская и король Франциск I, который не раз отводил от них мстительный меч церкви, был щедрым меценатом и добрым другом. Анна Бретонская создала своеобразный литературный кружок, традиции которого получили развитие в деятельности более знаменитого кружка единственной и горячо любимой сестры короля Маргариты Наваррской, которая неизменно пользовалась покровительством Франциска. Один из итальянских послов, находившийся при дворе Франциска I, говорил, что «король расходовал в течение года огромнее суммы на драгоценности, мебель, строительство замков, разбивку садов».

### Поэзия

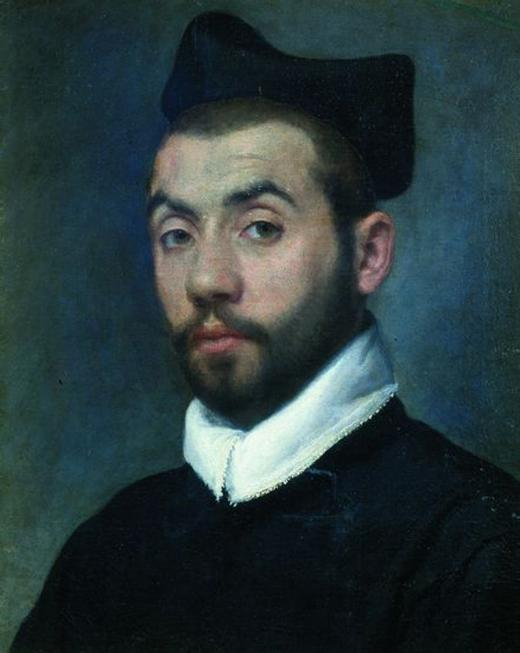
Клеман Маро.

Основоположником новой французской поэзии стал Клеман Маро — талантливейший поэт тех десятилетий. Маро вернулся из Италии, получив тяжёлые ранения в битве при Павии. Хромой и нищий калека, он по доносу был брошен в тюрьму и был бы казнён, если бы не заступничество Маргариты. Он изучал античную философию, был очень близок к королевскому двору и литературному кружку Маргариты Наваррской. Он стал автором многих эпиграмм и песенок. Вольнодумные произведения не прошли даром для поэта. Дважды он бежал из Франции. Последние дни поэта закончились в Турине, а многие его стихи Сорбонна внесла в список запрещённых. В своём творчестве Маро стремился преодолеть итальянское влияние, придать стихам национальную окраску, «галльский блеск».
Существовала также и лионская школа поэзии. Её представители не подвергались сильным гонениям. К лионской школе относится поэтесса Луиза Лабе.

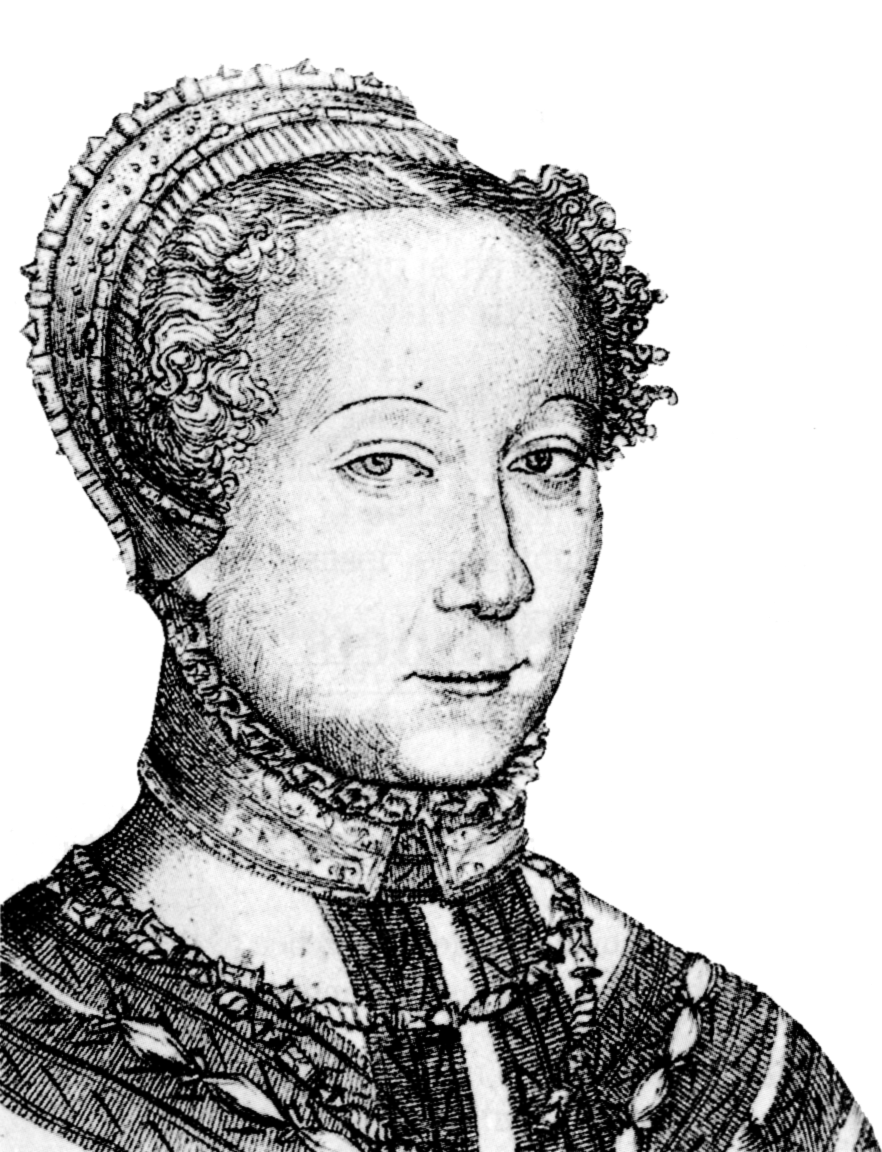
Луиза Лабе.

Маргарита Наваррская очень рано стала покровительницей и центром притяжения кружка передовых мыслителей и поэтов. К ней был близок Клеман Маро. В её окружение входил остроумный писатель Франсуа Рабле, посвятивший ей третью книгу «Гаргантюа и Пантагрюэля». Один из наиболее смелых умов первой половины века, Бонавантюр Деперье, в 1536—1541 годах состоял при Маргарите секретарём. Именно в это время он создал свой «Кимвал мира» и сборник озорных новелл «Новые забавы и весёлые разговоры». Секретарём Маргариты был также Антуан Ле Масон, сделавший в 1545 году новый перевод «Декамерона».
Значительным явлением для французской литературы было и творчество Маргариты Наваррской, которой принадлежит большое число стихотворных произведений, отразивших духовные искания её эпохи. Главное наследие Маргариты — сборник из 72 новелл под названием «Гептамерон», то есть «Семидневные». Вероятно, основная часть этого произведения была написана между 1542 и 1547 годами, в период, когда Маргарита была очень далека от забот парижского двора, от «большой» политики её брата, погружённая в «малую» политику её крошечного королевства и в семейные дела. По свидетельствам современников, она сочиняла свои новеллы, путешествуя по своим землям в носилках. «Гептамерон» Маргариты Наваррской показывает осознание трагических противоречий между человеческими идеалами и реальной жизнью.

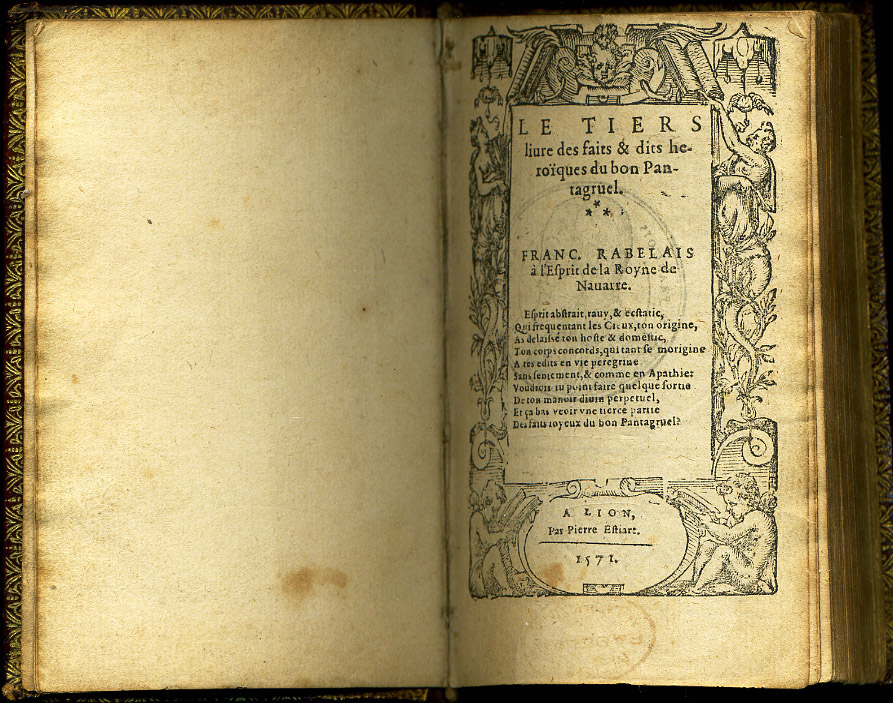
Титул издания второй книги «Гаргантюа и Пантагрюэля», Лион, 1571.

### Проза
Пожалуй, одним из самых известных произведений французского Возрождения является книга Франсуа Рабле «Гаргантюа и Пантагрюэль». Рабле был одарённым человеком, и его талант особенно проявился в сочинительстве. Рабле очень много путешествовал, знал нравы и крестьян, и ремесленников, и монахов, и дворян. Он был знатоком простонародной речи. В своём замечательном и единственном романе он дал блестящую сатиру на людей своего времени.
Наряду с этим, литература французского Возрождения впитывала в себя и лучшие образцы устного народного творчества. Она отражала черты, присущие талантливому и свободолюбивому французскому народу: его весёлый нрав, смелость, трудолюбие и тонкий юмор.
Среди авторов позднего французского Ренессанса следует, прежде всего, назвать философа и публициста Мишеля де Монтеня, писателя и мемуариста Пьера де Бурдейля Брантома, а также историка и поэта Теодора Агриппу Д’Обинье.

## Филология
В XVI веке закладываются основы французского литературного языка и высокого стиля. Французский поэт Жоашен дю Белле в 1549 году опубликовал программный манифест «Защита и прославление французского языка». В этом сочинении опровергалось утверждение о том, что якобы только древние языки могут воплотить в достойную форму высокие поэтические идеалы, и утверждалось, что в своё время и древние языки были грубыми и неразвитыми, но именно совершенствование поэзии и литературы сделало их тем, чем они стали. Так будет и с французским языком, надо лишь его развивать и совершенствовать. Дю Белле стал своеобразным центром объединения его единомышленников и друзей. Пьер де Ронсар, входивший в него, придумал название «Плеяда». Название было выбрано не случайно: так же называлась и группа из семи древнегреческих поэтов-трагиков. Ронсар этим словом обозначил семёрку поэтических светил на литературном небосводе Франции, это была своеобразная французская поэтическая школа. В неё входили Пьер де Ронсар, Жоашен Дю Белле, Жан Антуан де Баиф, Реми Белло. Они отказывались от наследия Средних веков, переосмысляя своё отношение к античности. Уже при короле Генрихе II Плеяда получила признание двора, а Ронсар стал придворным поэтом. Он выступал в различных жанрах — оде, сонетах, пасторали, экспромтах.

## Философия

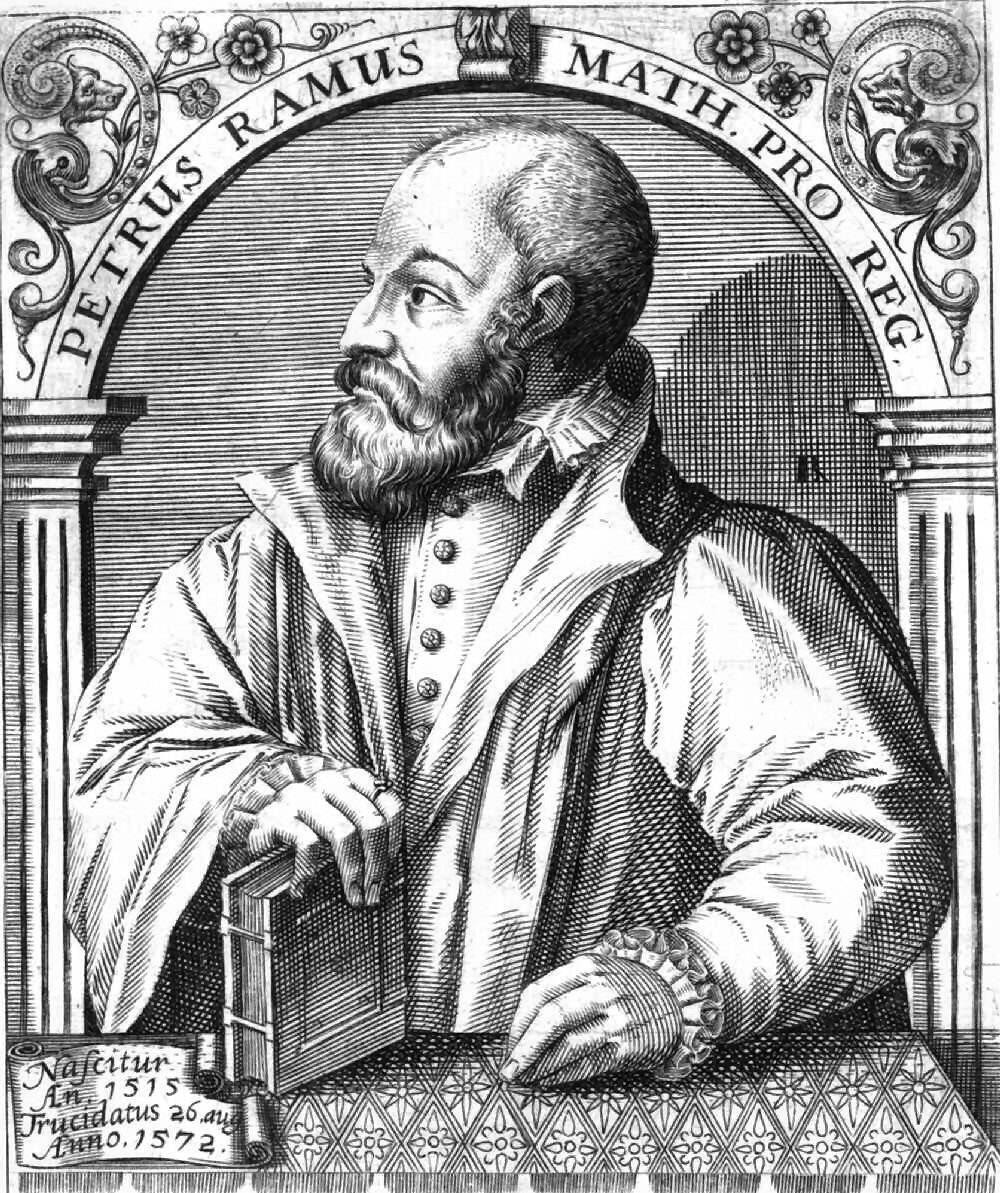
Пьер де ла Рамэ (Пётр Рамус).

Философская мысль во Франции того времени ярче всего была представлена Пьером де ла Рамэ, критиком схоластического аристотелизма. Тезис Рамэ «Всё сказанное Аристотелем ложно» стал начальной точкой новой европейской философии. Оторванным от жизни рассуждениям схоластов Рамэ противопоставил идею логически обоснованного, ориентированного на практику метода, названного им искусством изобретения. Средством создания метода должна была служить новая логика, начала которой Рамэ развивал в сочинении «Диалектика». Он был одним из крупнейших математиков своего времени и автором большого обобщающего труда «Курс математики».
Бонавантюр Деперье — один из самых самобытных деятелей Ренессанса. Он был филологом и переводчиком, служил секретарём Маргариты Наваррской. В 1537 году анонимно опубликовал книгу сатирических диалогов «Кимвал мира». Книга была признана еретической и запрещена. Деперье объявили «отступником от праведной веры», он был удалён от двора Маргариты Наваррской. В итоге гонения привели его к самоубийству.
Современник Деперье Этьен Доле защищал несчастных, которых отправляли на костёр по обвинению в связи с нечистой силой. Полагая высшим благом познание причин, сам Доле заключает, что всё сущее возникло не по высшей воле, а в силу «необходимых для этого действующих причин». Какое-то время покровительство знатных и богатых лиц спасало Доле от инквизиции. Однако в 1546 году он был обвинён в том, что его перевод Платона противоречит христианскому учению о бессмертии души. Доле был осуждён и сожжён на костре. Участь автора разделили и все его книги.

## Гуманизм

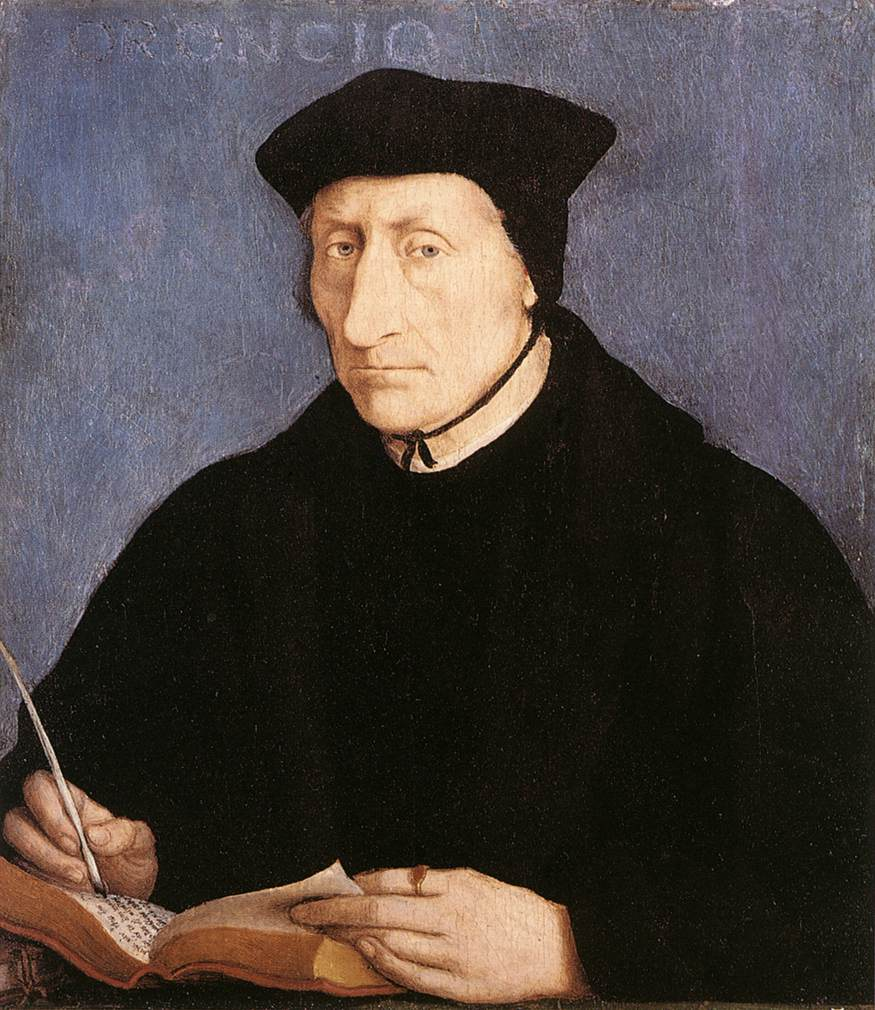
Гийом Бюде.

Одним из выдающихся французских гуманистов был Жак Лефевр д’Этапль. Он был очень образованным человеком: энциклопедистом, филологом и философом, теологом, математиком, астрономом. Получил образование во Флоренции и стал основателем школы математиков и космографов у себя на родине. В конце XV — начале XVI века д’Этапль опубликовал комментарии к произведениям Аристотеля, отмеченные стремлением по-новому взглянуть на освящённый традицией авторитет короля философов. В 1512 году он издал комментарии к Посланиям Павла, в которых обосновал необходимость критического анализа сочинений отцов христианского вероучения. Он перевёл на французский язык Библию (до того времени она существовала только на латинском языке), но этот перевод был осуждён Сорбонной как еретический. Будучи на самом деле мечтательным и тишайшим гуманистом, Лефевр д’Этапль испугался последствий собственных идей, когда понял, к чему на практике они могут привести.
Вокруг д’Этапля группировались ученики, сторонники христианства, изучавшие евангельские тексты, среди которых особенно выделялся филолог Гийом Бюде, ставший одним из вождей гуманистического движения во Франции. Человек широчайшего кругозора, он внёс существенный вклад в изучение математики, естественных наук, искусства, философии, римской и греческой филологии. Его труд «Замечания на 24 книги Пандект» положил начало филологическому анализу источников римского права. В сочинении «Об ассе и его частях» развивалась идея двух культур — античной и христианской. Заботясь о славе Франции, он возлагал ответственность за её угасание на правителей и влиятельных лиц. Он даже написал книгу «Наставления государю». Благодаря Бюде была создана библиотека в Фонтенбло, позднее её перевели в Париж, и она стала основой Национальной библиотеки Франции. Бюде много и серьёзно разговаривал с королём Франциском, который под его влиянием учредил в Париже Королевский коллеж — Коллеж де Франс. Там стали преподавать греческий, латинский и древнееврейский языки.
Период развития гуманизма во Франции был короток, и его пути очень скоро стали тернисты. В Европе усиливалась католическая реакция. С середины 30-х годов XVI века Сорбонна, напуганная успехами гуманизма, выступила против его представителей. Меняется и отношение французской королевской власти и двора к гуманистам. Из покровительницы королевская власть превращается в гонительницу свободомыслия. Жертвами преследований стали крупные французские гуманисты — Бонавантюр Деперье, Этьен Доле, Клеман Маро.

## Театр
Французский театр эпохи Возрождения не достиг уровня Италии, Испании, Англии. Наиболее заметным явлением в его истории стала попытка Этьена Жоделя перенести в драматургию и сценическое искусство эстетические принципы Плеяды. Его «Пленная Клеопатра» была первой французской трагедией в «классическом», то есть античном, стиле. К драматическим ренессансным произведениям относятся «библейские» трагедии шотландского гуманиста Джорджа Бьюкенена, эмигрировавшего во Францию, трагедия «Юлий Цезарь» Марка-Антуана Мюре, трагедии Жана Лаперюза и других драматургов. Пьесы Антуана де Монкретьена и деятельность первой профессиональной труппы В. Леконта знаменовали новый этап в истории французского театра, связанный с утверждением принципов классицизма.

## Архитектура
Замок Шамбор и парижская ратуша.
Архитектура раннего периода Возрождения во Франции испытала сильное итальянское влияние. Развивая традиции готики, французские архитекторы создали новый тип архитектурных сооружений: замок Франциска I в Блуа, замки Азе-ле-Ридо, Шенонсо, Шамбор. В этот период очень широко использовались различные украшения зданий. Вершиной архитектуры Возрождения стало здание нового королевского дворца Лувра. Его строили архитектор Пьер Леско и скульптор Жан Гужон. Гужон первоначальное художественное образование получил во Франции. Затем очень много путешествовал по Италии, где изучал античную скульптуру. По возвращении во Францию он изваял своё первое знаменитое произведение — статую, известную под названием «Диана». Это был своеобразный портрет Дианы де Пуатье, герцогини Валентуа. Статуя украшала замок Ане. Диана изображена нагой и лежащей с луком в руке, облокотившись на шею оленя. Её волосы собраны в косы, в которые вплетены драгоценные камни, возле неё — собака. Эта скульптура так понравилась королю, что он поручил Гужону другие скульптурные работы в замке Ане. Гужон украсил также статуями Экутанский замок, отель Карнавале в Париже, парижскую ратушу, в которой обращали на себя внимание резанные мастером из дерева панно «Двенадцать месяцев», затем ворота Сент-Антуан с четырьмя великолепными барельефами «Сена», «Марна», «Уаза» и «Венера, выходящая из волн». Все эти работы сейчас находятся Лувре. Для церкви францисканцев Гужон изваял барельеф «Снятие с креста», наконец, его работе принадлежит «Фонтан нимф» в Париже. Этот фонтан до сих пор считается лучшим произведением французской архитектуры.

## Изобразительное искусство
Интерес к человеку новой эпохи проявился и в изобразительном искусстве, особенно в портрете. Торжественное выражение лиц и величавость поз в портретах Жана Клуэ сочетались с остротой индивидуальных характеристик. Интересны так же и портреты Франсуа Клуэ, оригинальное искусство Жана Кузена. В скульптуре значительную роль сыграл выдающийся мастер Жан Гужон.

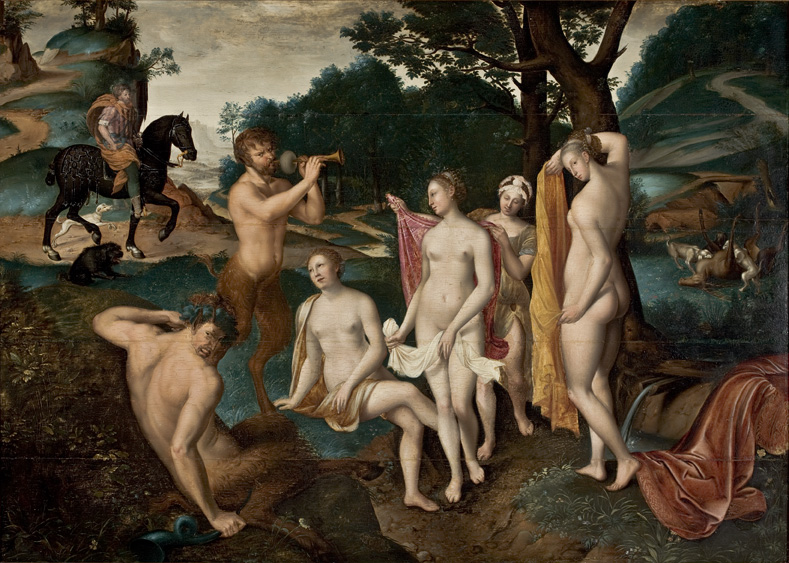
Ф. Клуэ. Купание Дианы. 1559. Дерево, масло. Художественный музей Сан-Паулу, Бразилия
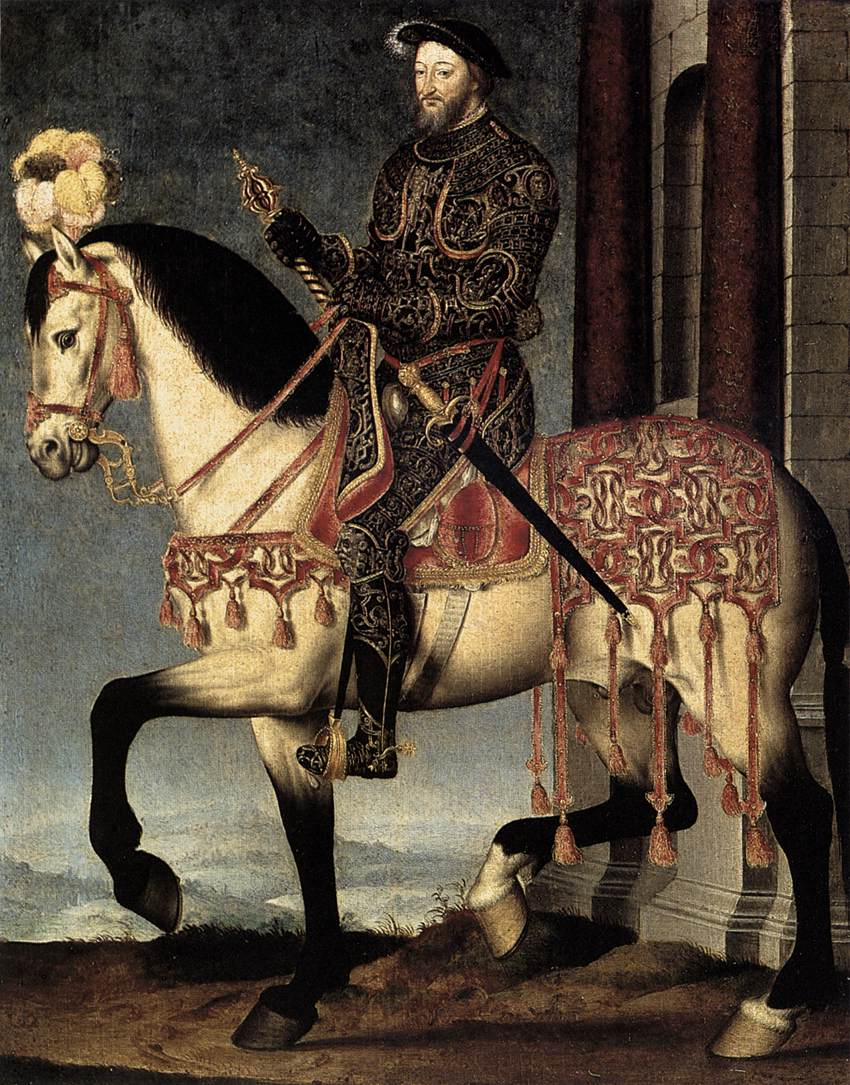
Ф. Клуэ. Конный портрет Франциска I. 1540. Дерево, масло. Уффици, Флоренция
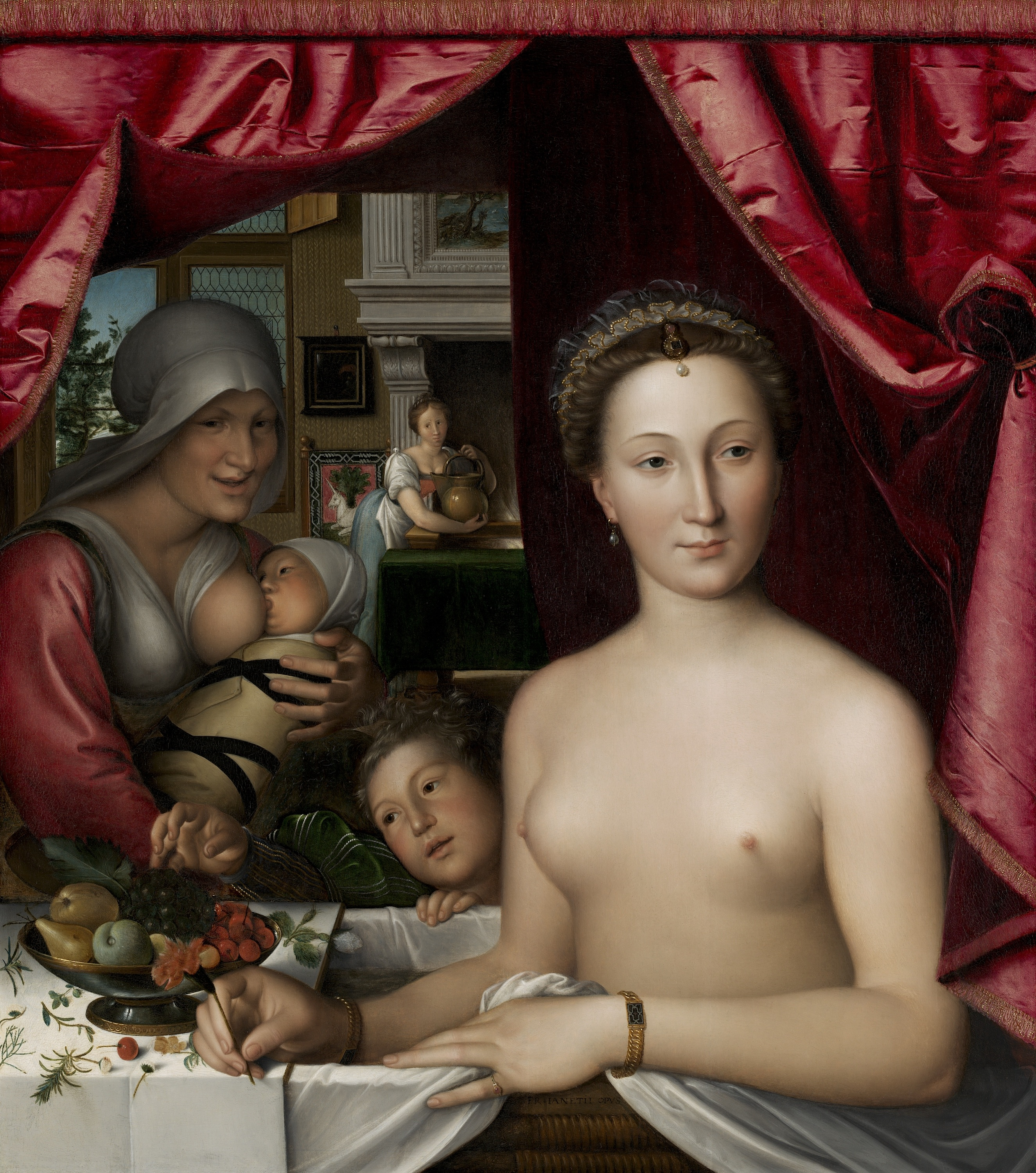
Ф. Клуэ.Туалет дамы. Портрет Дианы де Пуатье. Ок. 1571. Дерево, масло. национальная галерея искусства, Вашингтон
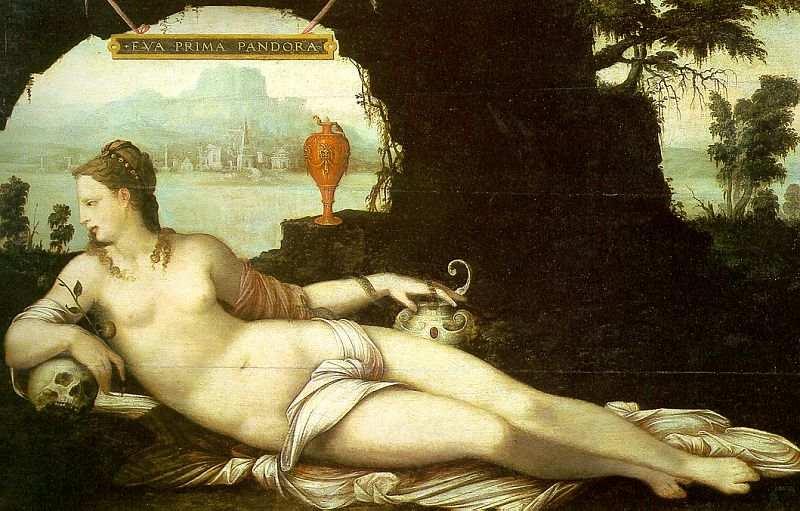
Ж. Кузен. Ева — первая Пандора. 1550. Дерево, масло. Лувр, Париж
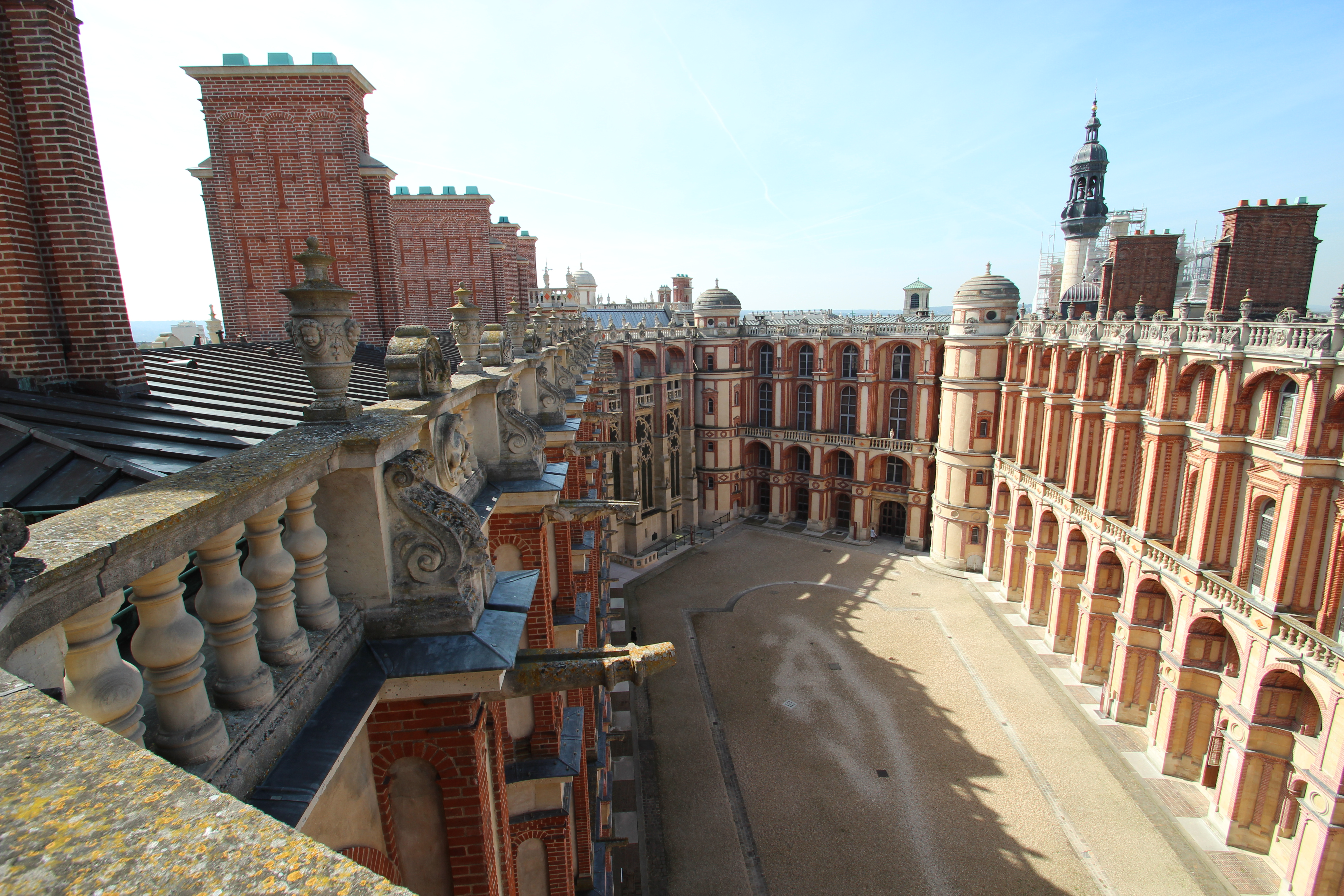
Двор замка Сен-Жермен-ан-Ле
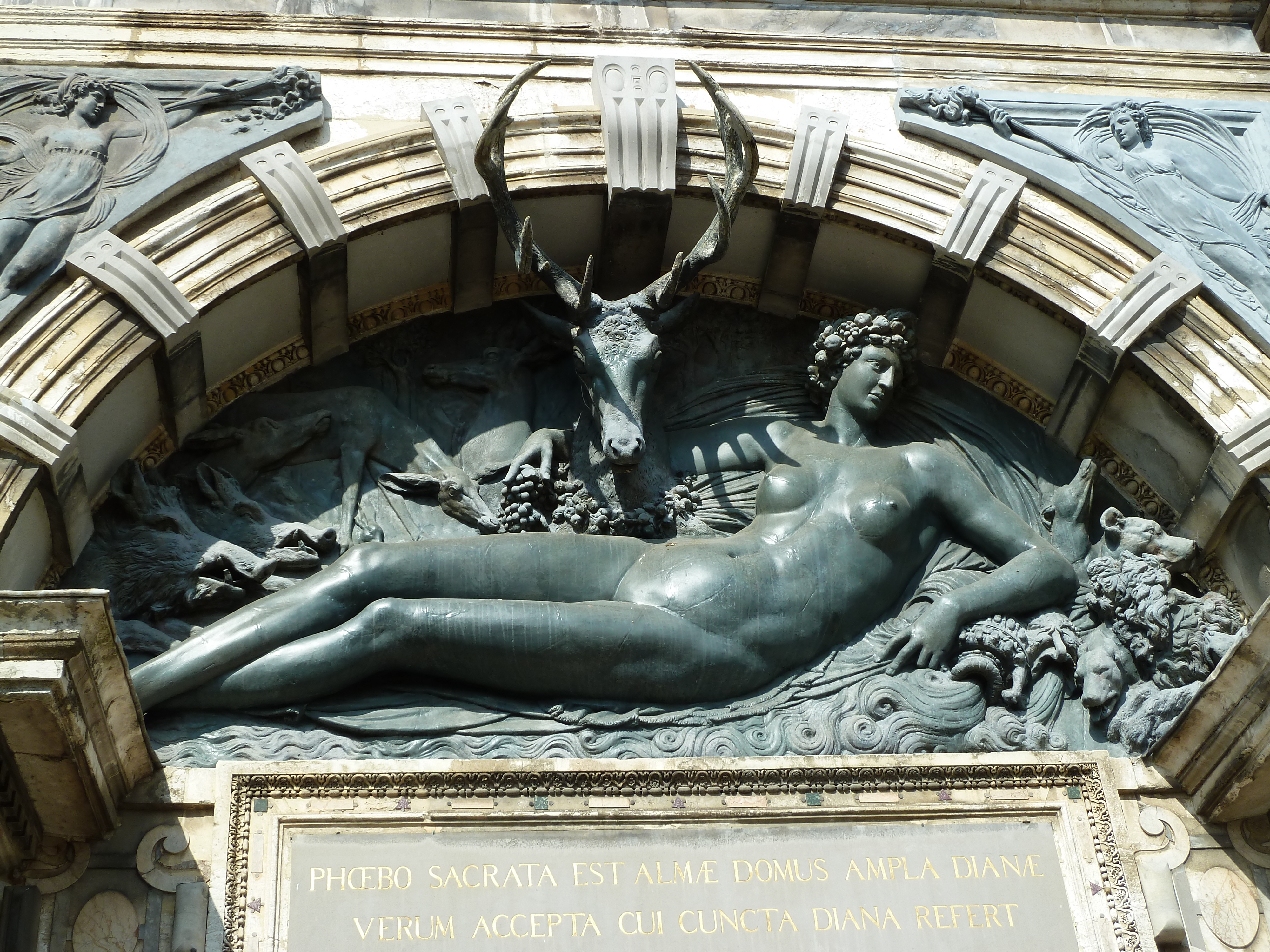
Б. Челлини. Нимфа Фонтенбло. 1542. Копия на портале замка Ане
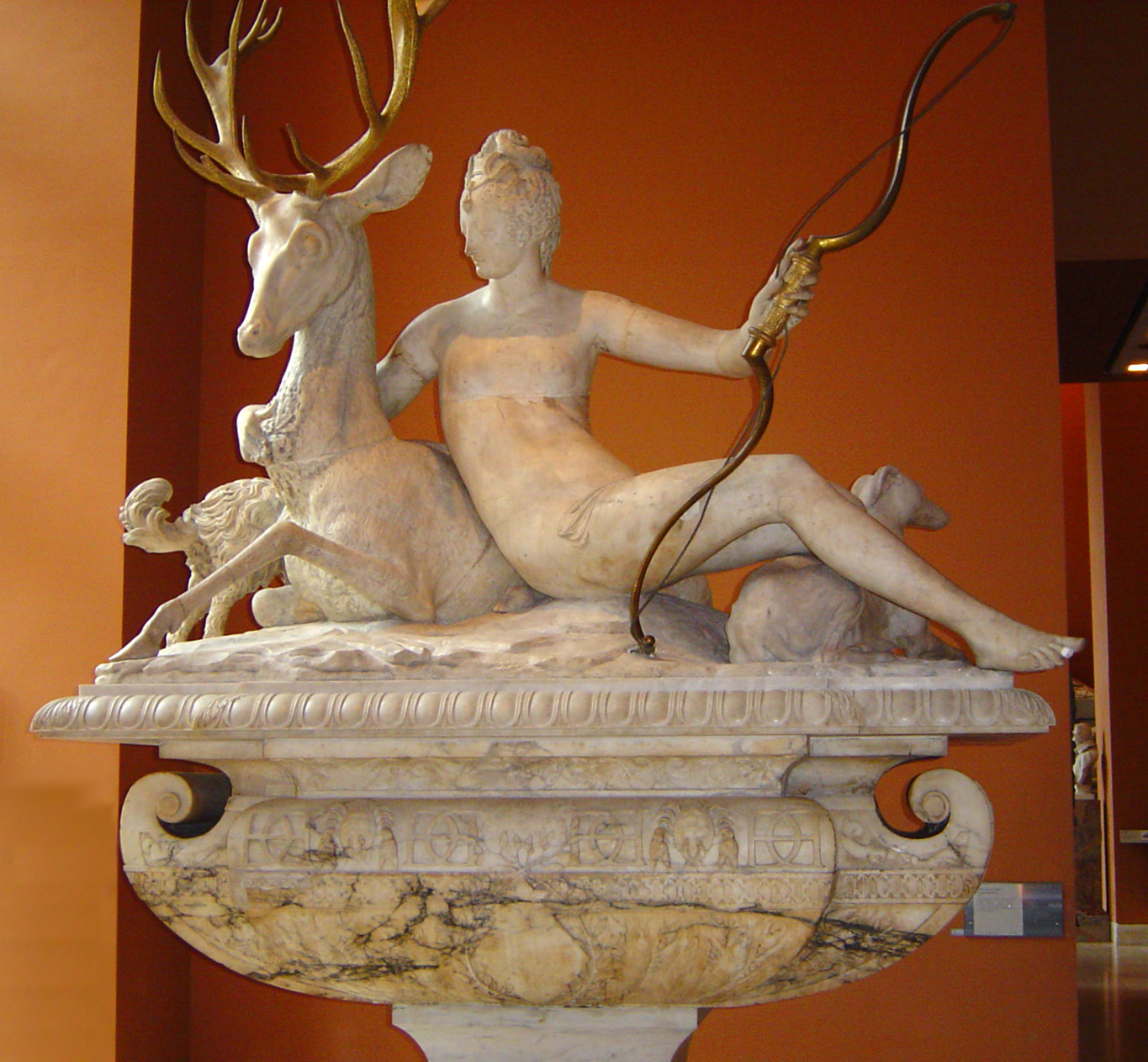
Фонтан Дианы. Реплика мастера Фонтенбло по оригиналу Б. Челлини. Между 1540 и 1560. Мрамор. Лувр, Париж
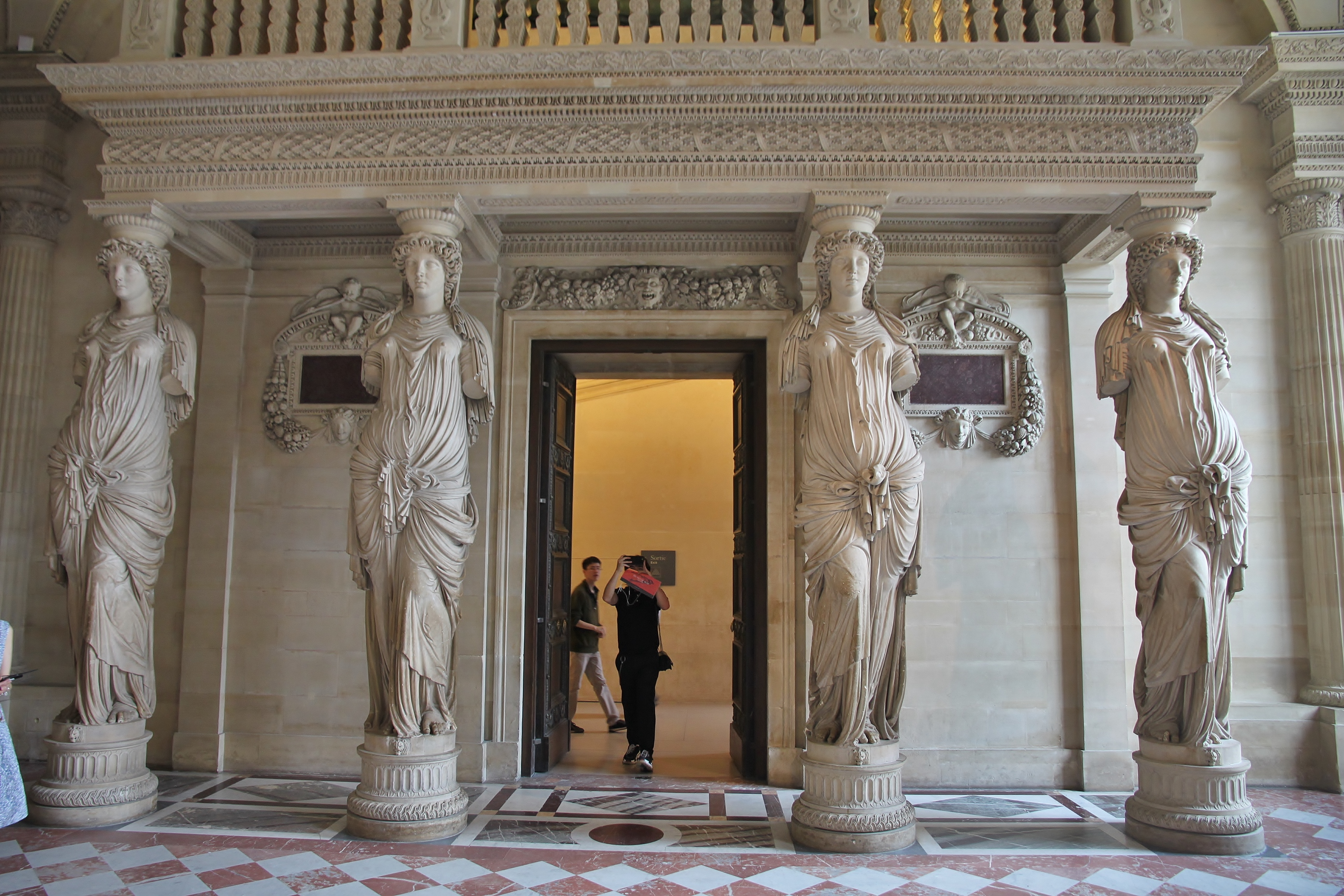
Ж. Гужон. Кариатиды Шведского зала Лувра. 1546—1549

## Наука

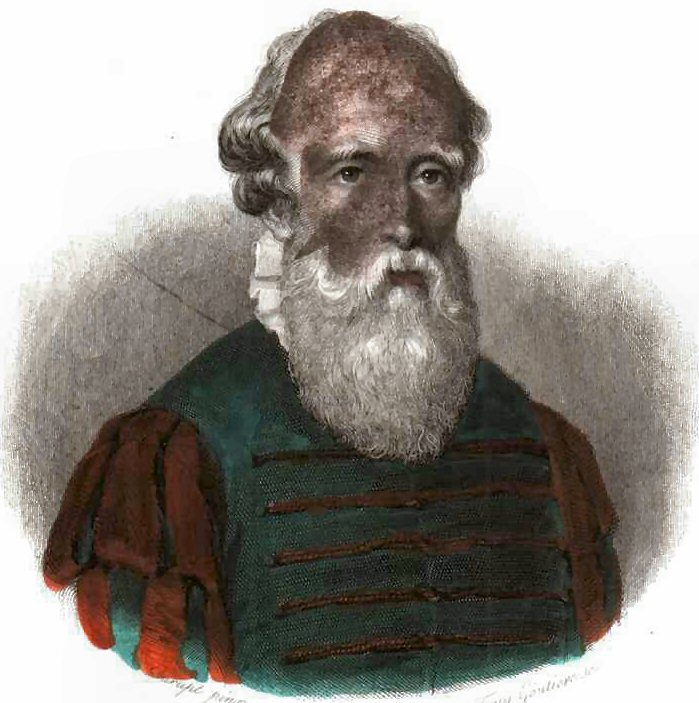
Бернар Палисси.

Проблемы естествознания разрабатывал Бернар Палисси. Он был крупным учёным-химиком и совершенствовал способы изготовления цветной глазурованной керамики (так называемые «сельские глины»). Высоки были достижения в области математики. Теорему Франсуа Виета, талантливейшего математика, жившего в те времена, и сегодня изучают в школах. В области медицины большую роль сыграл Амбруаз Паре, превративший хирургию в научную дисциплину.